# في إي (أسطورة)
في - إي (بالإنجليزية: Fe-e)‏ هو إله الموتى في بولينيزيا في المحيط الهادئ (هاوای - وسامرا - ونوجا .. إلخ)، وهم يصورنه على هيئة شريحة سمك عملاقة. كان في الأصل تابعا لإله صخور الأعماق تحت الأرض في الديانة البيولبنيزية. جانب هام هو اعتبار كل أله أعلى وأدنى، فهو إما مهزوم من إله آخر، أو أنه سبق أن هزم غيره في الزمن الغابر.